# 163
Năm 163 là một năm trong lịch Julius. 

## Sinh
- Tuân Du
- Trương Phi

## Mất
- Quách Cầm Ẩu - mẹ Quách Dĩ.